# Кофилд, Коул
Коул Кофилд (англ. Cole Caufield; род. 2 января 2001, Мозини) — американский хоккеист, крайний нападающий клуба «Монреаль Канадиенс».

## Карьера

### Клубная
На драфте НХЛ в 2019 году был выбран в 1-м раунде под общим 15-м номером клубом «Монреаль Канадиенс». После выбора на драфте он продолжил карьеру в студенческой команде «Висконсин Баджерс», которая представляет Висконсинский университет в Мадисоне; по итогам первого сезона он стал лучшим по результативности игроком команды и лиги, получив при этом награду, как Лучший новичок года. По итогам второго студенческого сезона он заработал 52 очка (30+22), став лучшим бомбардиром NCAA, войдя в первую команду Big Ten и став Игроком года в Big Ten. Помимо этого он получил Хоби Бейкер Эворд, как лучший игрок студенческой лиги, став при этом вторым игроком в истории клуба.
27 марта 2021 года подписал трёхлетний контракт новичка с «Монреалем». Дебютировал в НХЛ 26 апреля в матче с «Калгари Флэймз», который «Канадиенс» выиграли со счётом 2:1. 1 мая в мачте с «Оттавой Сенаторз» забросил свою первую шайбу в НХЛ; «Монреаль» выиграл в овертайме со счётом 3:2, победную шайбу забросил Кофилд. 3 мая в матче с «Торонто Мейпл Лифс» забросил вторую подряд победную шайбу в овертайме, матч завершился со счётом 3:2; Кофилд стал третьим игроком команды в истории клуба, которому удалось это достижение. В плей-офф Кубка Стэнли 2021 он стал одним из ведущих игроков, заработав 12 очков (4+8), «Монреаль» дошёл до финала, в котором со счётом 4-1 уступил «Тампе-Бэй Лайтнинг».
По ходу нового сезона «Монреаль» столкнулся с игровыми проблемами, с февраля 2022 года Кофилд стал больше играть и зарабатывать очки, заработав 10 очков (6+4) и став в феврале игроком месяца. 15 марта в матче с «Аризоной Койотис» он оформил дубль за восемь секунд, но «Монреаль» проиграл матч со счётом 6:3; его дубль стал самым быстрым для «Монреаля» впервые с 1987 года. Заработав в марте 15 очков (7+8) он стал новичком месяца, предыдущим игроком «Монреаля», который получал этот приз был в 2008 году вратарь Кэри Прайс. 28 апреля в матче с «Флоридой Пантерз» оформил первый в карьере хет-трик, а «Монреаль» выиграл со счётом 10:2. По итогам сезона Кофилд стал вторым по результативности новичком сезона.
1 декабря 2022 года сыграл 100-й матч в карьере, «Канадиенс» обыграли «Калгари Флэймз» со счётом 2:1; Коуфилд забросил победную шайбу в овертайме, ставшей для него 40-й в лиге. С 40 голами за 100 сыгранных матчей, он стал четвёртым игроком команды по результативности после Мориса Ришара, Жана Беливо и Бернара Жеффриона. Из-за травы плеча, полученной в январе 2023 года, он пропустил оставшуюся часть сезона, по итогам которого «Канадиенс» не пробились в плей-офф.
5 июня 2023 года подписал с «Канадиенс» новый восьмилетний контракт с годовой зарплатой 7,85 млн долларов в год.

### Международная
В составе юниорской сборной играл на ЮЧМ-2018 и ЮЧМ-2019, став в 2018 году серебряным, а в 2019 году бронзовым призёром в составе команды. На ЮЧМ-2019 он заработал 18 очков (14+4), став при этом лучшим бомбардиром сборной по количеству шайб и вторым по набранным очкам. Также он был назван лучшим нападающим турнира, MVP турнира и вошёл в символическую сборную звёзд.
В составе молодёжной сборной играл на МЧМ-2020 и МЧМ-2021, став в 2021 году чемпионом мира в составе своей сборной.
В апреле 2024 года вошёл в состав сборной США для участия на чемпионате мира по хоккею. На турнире заработал 8 очков (4+4), а сборная США проиграла в 1/4 финала сборной Чехии со счётом 1:0.

## Статистика

### Клубная
| Сезон       | Команда            | Лига        | И   | Г  | П  | О   | Штр | И  | Г | П | О  | Штр |
| 2017–18     | США (юн.)          | USHL        | 32  | 23 | 10 | 33  | 10  | —  | — | — | —  | —   |
| 2018–19     | США U18            | USHL        | 28  | 29 | 12 | 41  | 23  | —  | — | — | —  | —   |
| 2019–20     | Висконсин Баджерс  | B1G         | 36  | 19 | 17 | 36  | 6   | —  | — | — | —  | —   |
| 2020–21     | Висконсин Баджерс  | B1G         | 31  | 30 | 22 | 52  | 4   | —  | — | — | —  | —   |
| 2020–21     | Лаваль Рокет       | AHL         | 2   | 3  | 1  | 4   | 0   | —  | — | — | —  | —   |
| 2020–21     | Монреаль Канадиенс | НХЛ         | 10  | 4  | 1  | 5   | 2   | 20 | 4 | 8 | 12 | 0   |
| 2021–22     | Монреаль Канадиенс | НХЛ         | 67  | 23 | 20 | 43  | 10  | —  | — | — | —  | —   |
| 2021–22     | Лаваль Рокет       | AHL         | 6   | 2  | 3  | 5   | 0   | —  | — | — | —  | —   |
| 2022–23     | Монреаль Канадиенс | НХЛ         | 46  | 26 | 10 | 36  | 2   | —  | — | — | —  | —   |
| 2023–24     | Монреаль Канадиенс | НХЛ         | 82  | 28 | 37 | 65  | 16  | —  | — | — | —  | —   |
| Всего в НХЛ | Всего в НХЛ        | Всего в НХЛ | 205 | 81 | 68 | 149 | 30  | 20 | 4 | 8 | 12 | 0   |